# JR九州YC1系気動車
YC1系気動車（YC1けいきどうしゃ）は、2018年（平成30年）に登場した九州旅客鉄道（JR九州）の一般形気動車（ディーゼル・エレクトリック方式のシリーズ・ハイブリッド車両）。

## 概要
JR九州が821系電車と共に「やさしくて力持ちの鉄道車両」と銘打って導入する、同社初のハイブリッド車両である。従来の形式称号とは全く異なる「YC1系」という新たな形式名が付与されたが、これは開発コンセプトである「やさしくて力持ち（Yasashikute Chikaramochi）」の頭文字をとったものである。
ディーゼル・エレクトリック方式の採用と蓄電池の併用により省エネと効率化の両立を目指した車両で、国鉄時代に製造されたキハ66・67系やキハ40系列に比べて燃料消費量を約2割削減し、さらに液体変速機や推進軸といった液体式気動車特有の回転部品のメンテナンスに要するコストの削減も念頭に置いた。JR九州鉄道事業本部副本部長の福永嘉之も将来的には液体式気動車をディーゼル・エレクトリック方式に置き換えて標準化を進める意向であると述べている。
量産先行車が0番台+1000番台、量産車が100番台+1100番台および200番台+1200番台の、いずれも片運転台の2両一組で編成を組む。

## 車両概説

### 車体
同時期に並行して開発・投入された821系と様々な部分で共通化が図られており、前部標識・後部標識・行先表示器・空調設備は821系と共通のものが搭載されている。正面は821系同様、車体断面の縁取り部分にLEDライトが埋め込まれ、前部標識・後部標識の補助的な役割を果たすが、2021年（令和3年）10月末から点灯しなくなった。なお、車体断面は821系と異なりストレートとなっている。
車体は軽量ステンレス製で、片側3か所に両開き扉が設けられている。乗務員室および乗降扉にはアクセントカラーとしてオレンジ色が入る。
また、0番台と1000番台、100番台と1100番台は後位側の連結器にも電気連結器が付いており、ほかの2両編成のYC1系と連結して、2+1両の3両編成での運行も可能となっている。200番台・1200番台は後位側の連結器が半固定連結器となっているため、分割しての運転は不可能となっている。

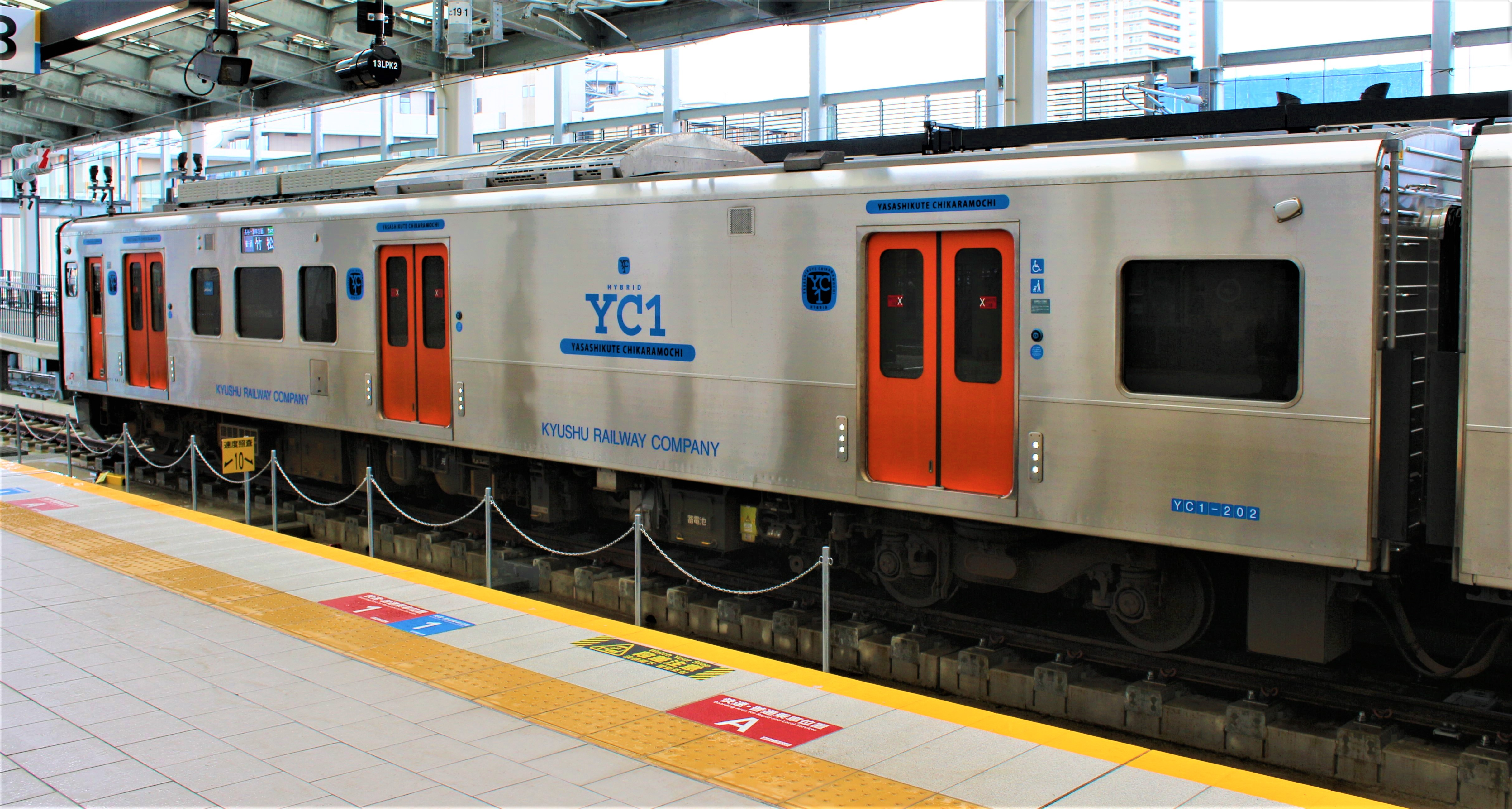
YC1-202
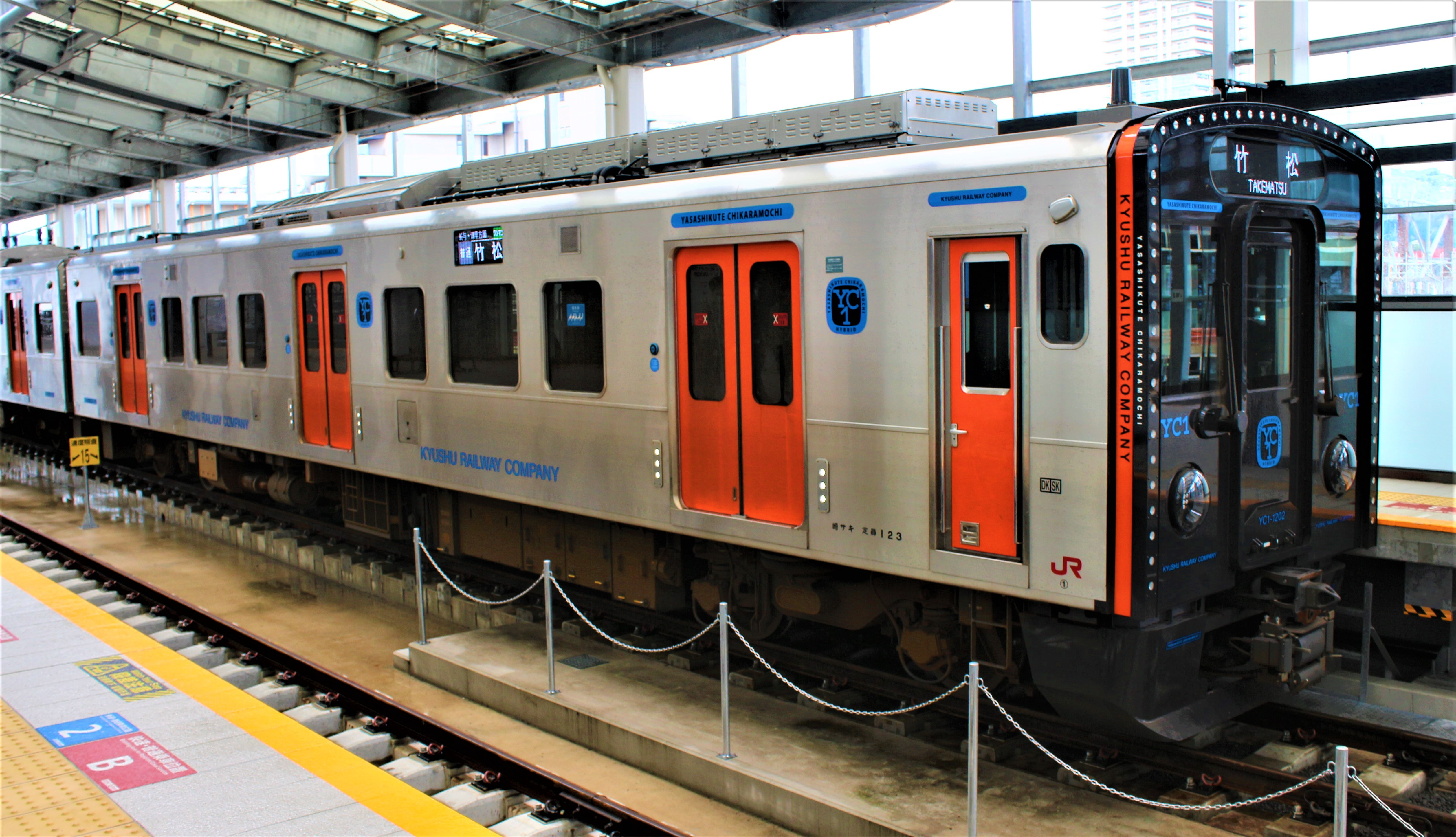
YC1-1202
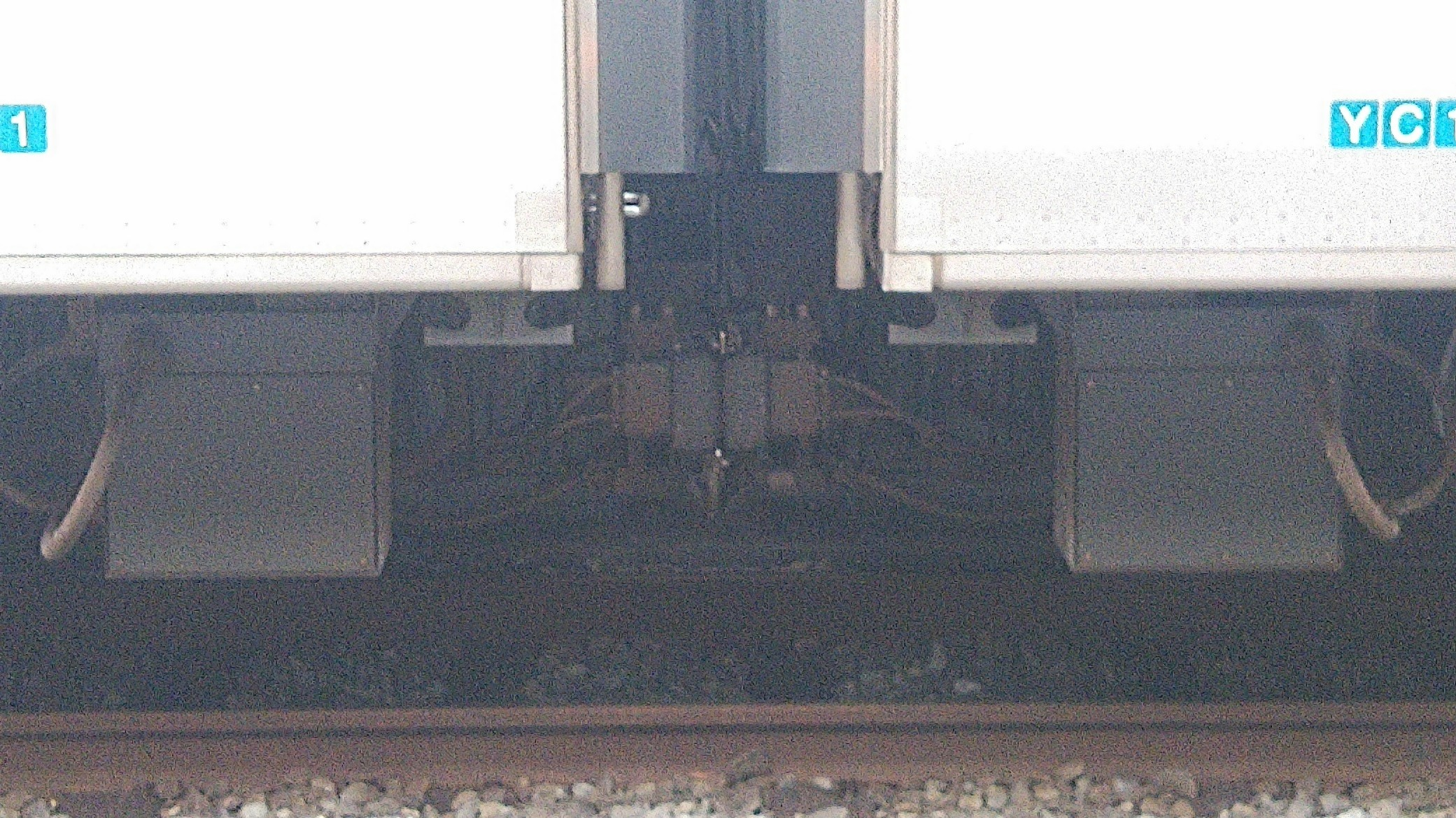
YC1系0・100番台の後位側連結部（写真は0番台）
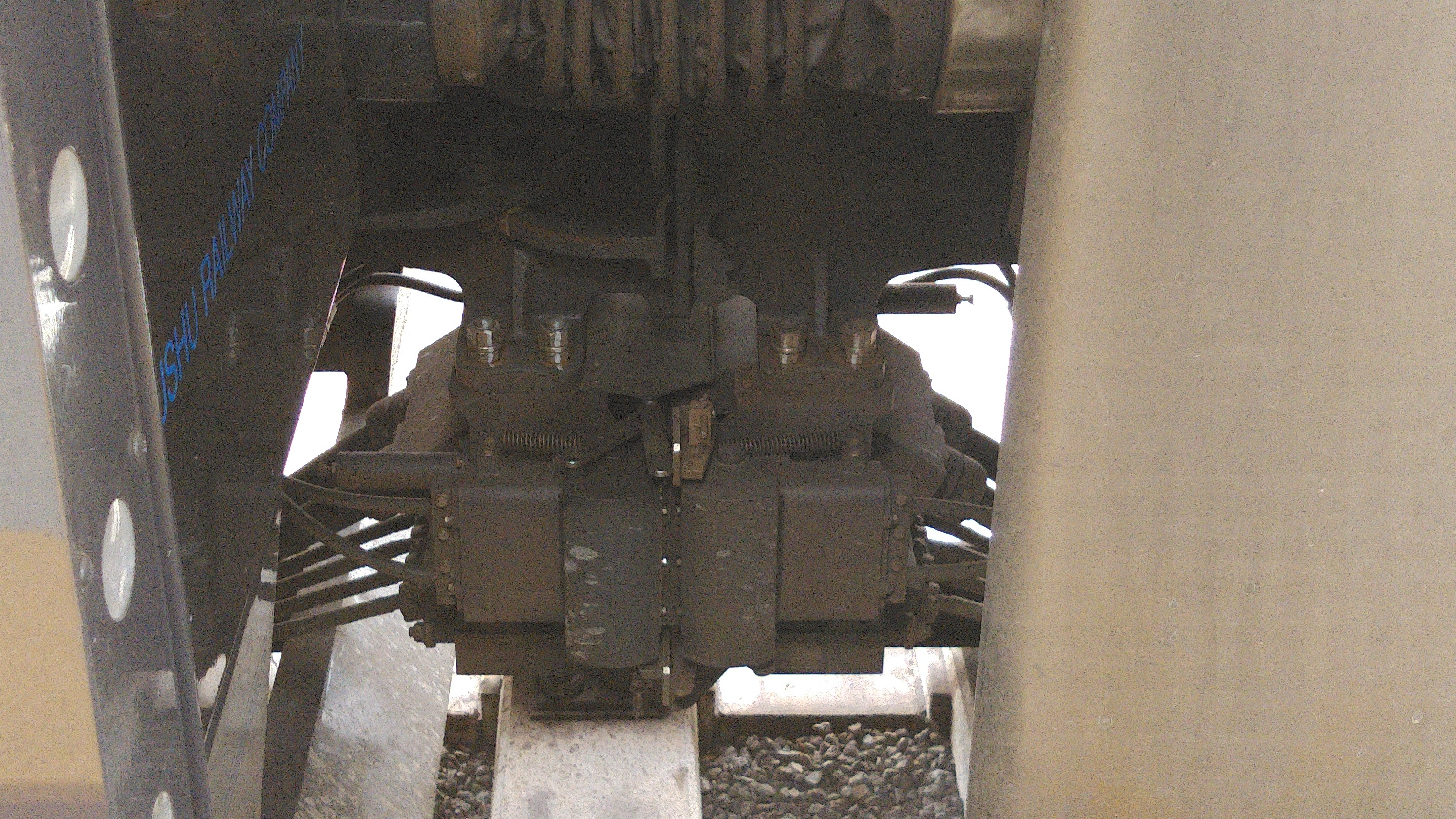
3両編成時の連結面 右側が増結車両となる

### 内装
乗降扉は1両あたり片側2か所であったキハ66・67系よりも数が増やされている。乗降扉は押しボタン式開閉ドア（スマートドア）とされ、車体外側の扉両脇下部にはホーム足元を照らすライトが設置されている。また、乗降口の段差が解消され、バリアフリー化が図られている。量産先行車には821系と同じくドア上に「マルチサポートビジョン（MSV）」が設置されていたが、後に撤去されている。
座席は、0・1000番台は車体後位側の一方と車体中央部の一方に大型テーブルを備えた2人掛けの固定式クロスシート（ボックスシート）、その反対側とその他の座席部分に扉横部のみヘッドレストを備え付けたロングシートを組み合わせたセミクロスシートとなっているが、100・200・1100・1200番台では扉間の座席はハイバック型ロングシートとし、車端部の1区画のみ固定式クロスシートが設置され、0・1000番台にあった大型テーブルは省略されている。トイレ横の区画に関しても0番台では1人掛けのテーブル付ボックスシートが2区画設置されていたが、100・200番台ではトイレの向かい側に座席が設置されず、当該空間は全て通路と立席に変更された。クロスシートはロングシート4席分の幅に合わせて寸法が取られているため、1,840 mmの広々としたシートピッチで設計されているが、通路側の肘掛けが省略されている。
最前位の扉横部のロングシートのうち、車体左右それぞれ3人分が優先席とされている。
トイレは車椅子での利用に対応した大型のもので、長崎方の0/100/200番台車両に設けられている。設置場所は車端部ではなく扉間に設けられ、この扉間には窓が設けられない。
0番台の1人用座席から後位側の空間や前述の100・200番台のトイレ横の立席部分は車椅子用スペースとしても使われており、窓下壁面には介助者用の小さい折りたたみ腰掛けが1つ格納されている。
車内の乗務員室(運転席)付近右上に液晶ディスプレイ式の車内案内表示装置が、車外にはフルカラーLED式の行先表示器が設置されており、これらの表示装置は日本語・英語・中国語・韓国語の4か国語に対応する。
0番台と100・200番台のそれぞれの車内の差として他に、0番台は床やテーブル、荷物棚の裏、車内広告の枠に木を使っているのに対し、100・200番台は床は305系・BEC819系・821系と同様のQRコード状の模様柄にして、荷物棚を統一の素材にするなどの差異がある。
乗務員室にはJR九州の気動車では初めて、ワンハンドルマスコンを採用した。

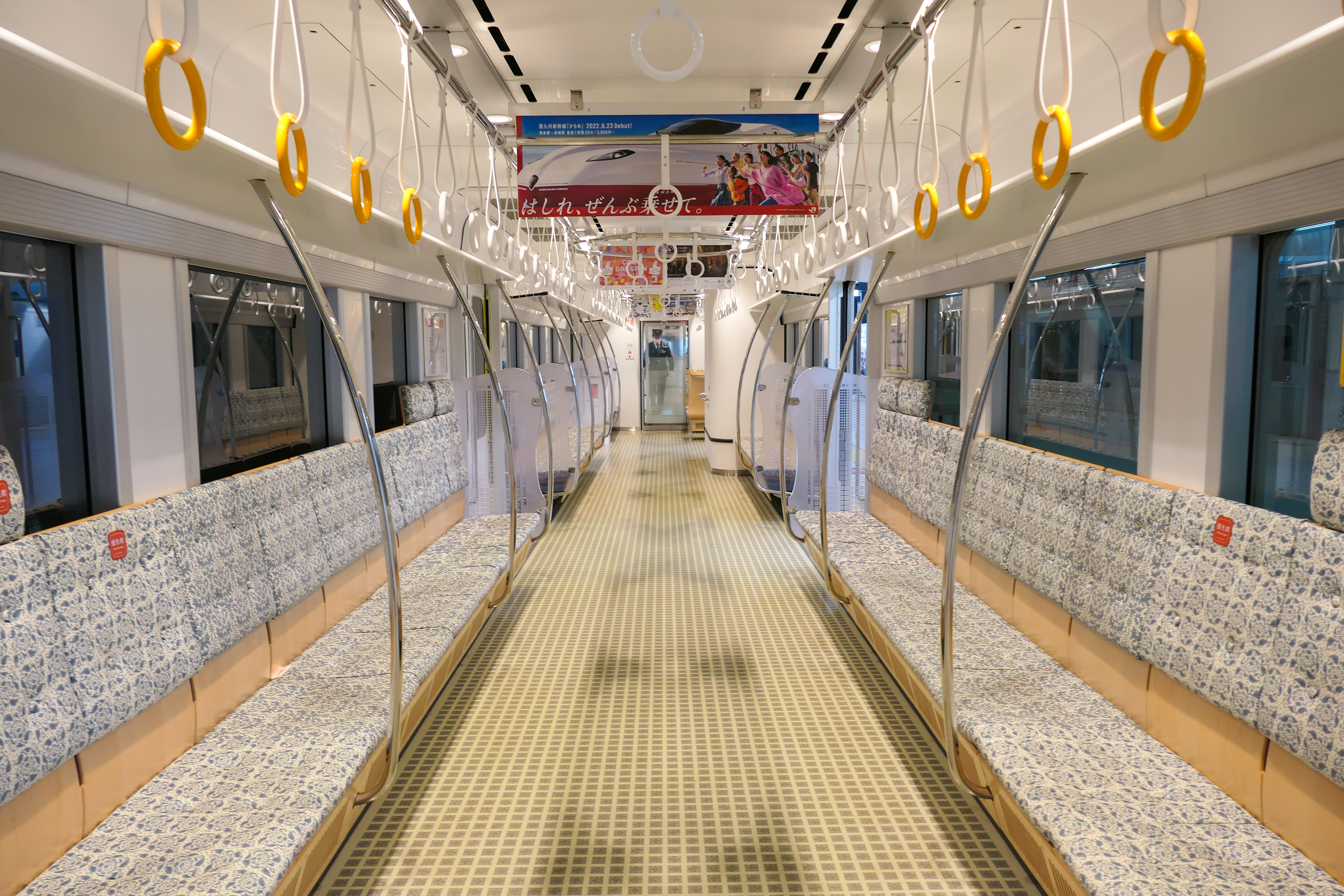
車内のロングシート部 （YC1-1215）
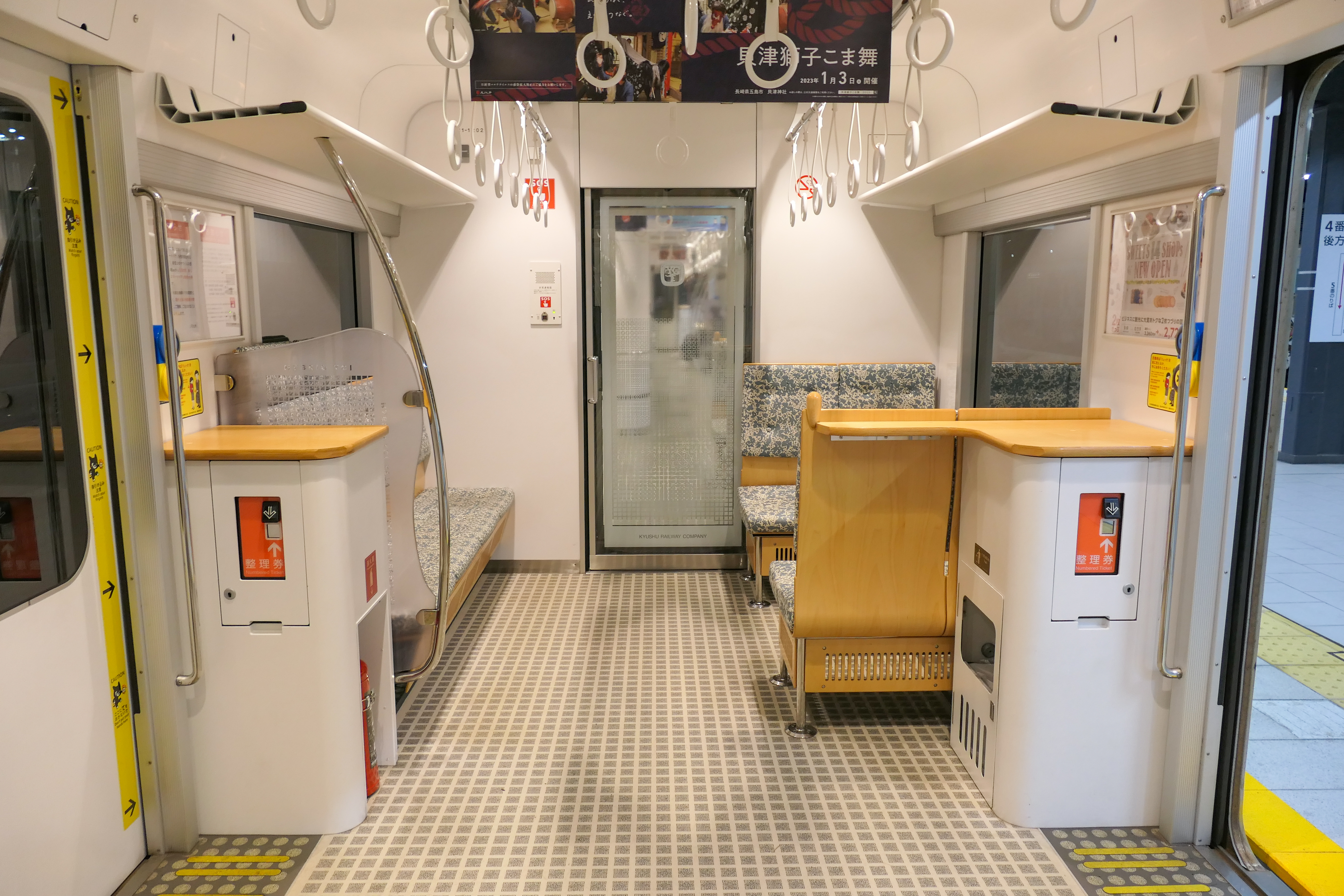
車内のクロスシート部 （YC1-1202）
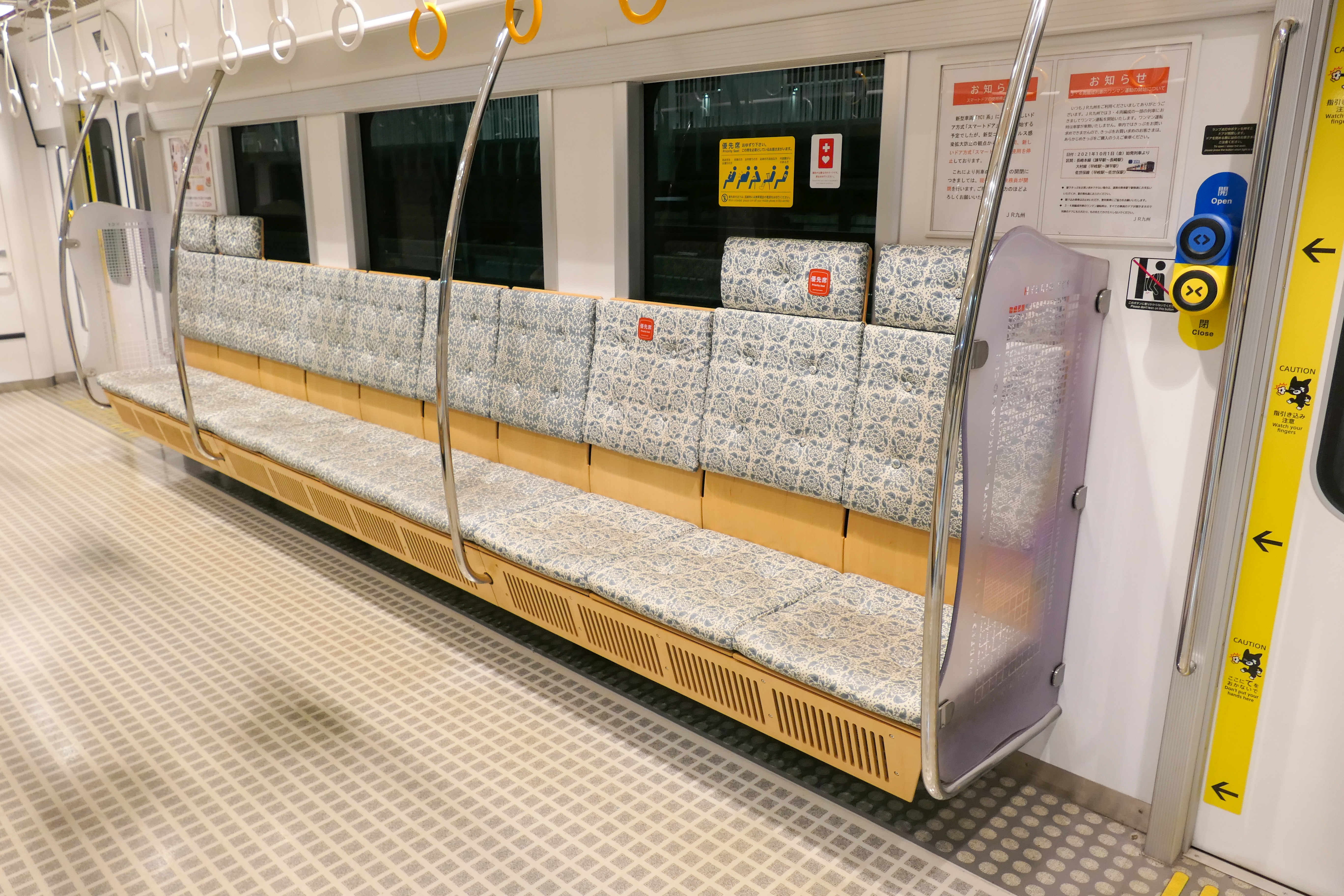
ロングシートと優先席 （YC1-1202）
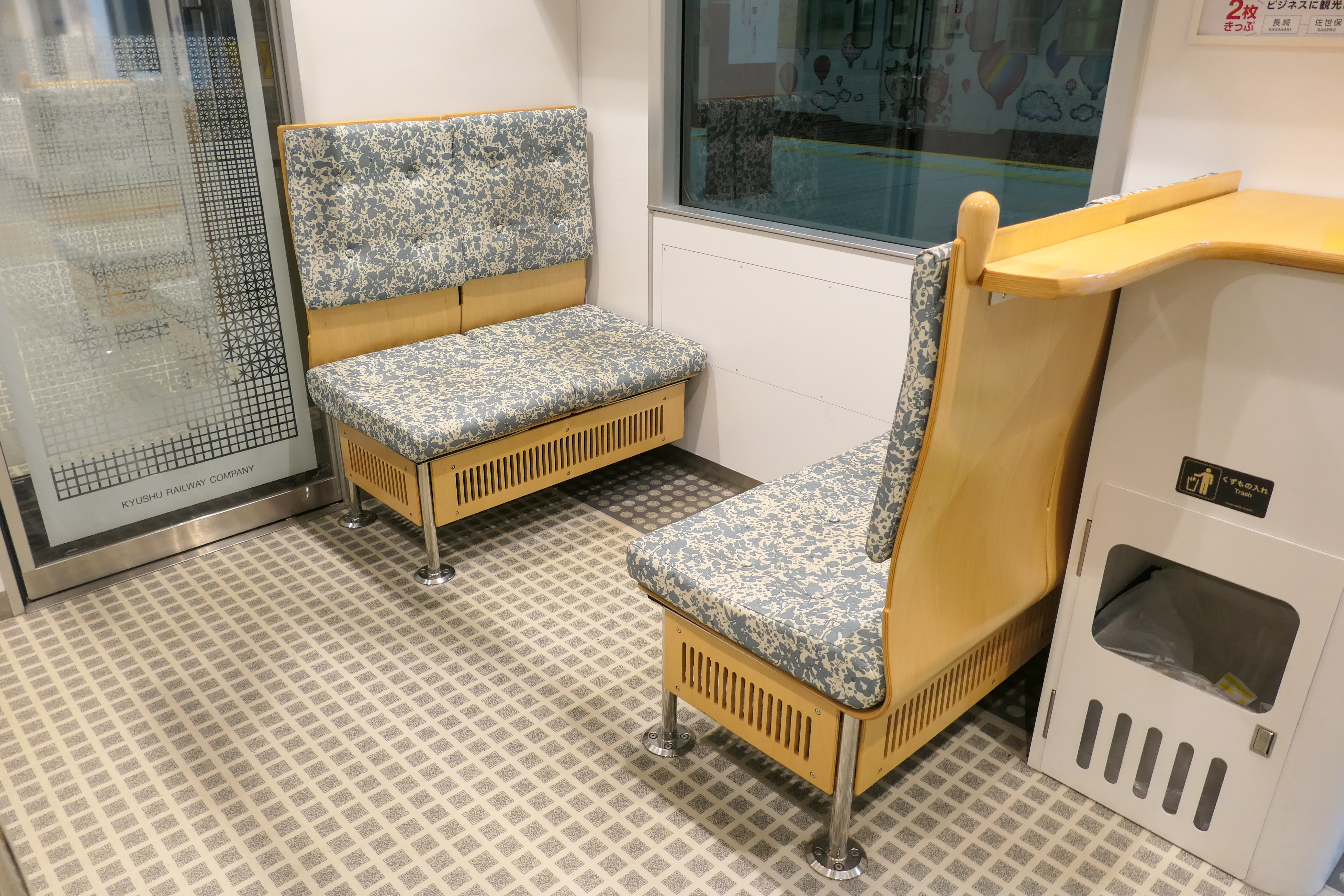
クロスシート （YC1-1202）
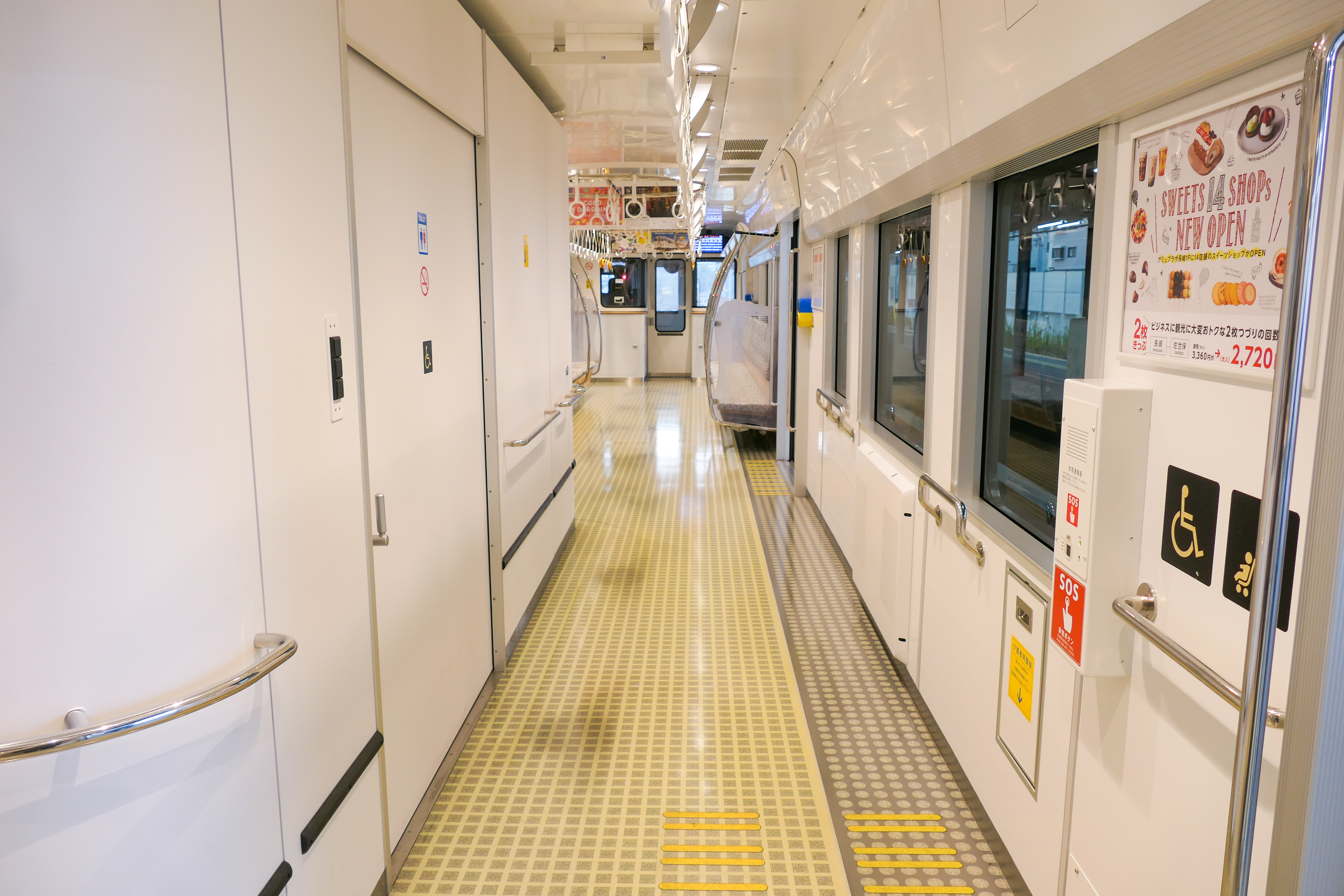
車椅子用スペース （YC1-212）
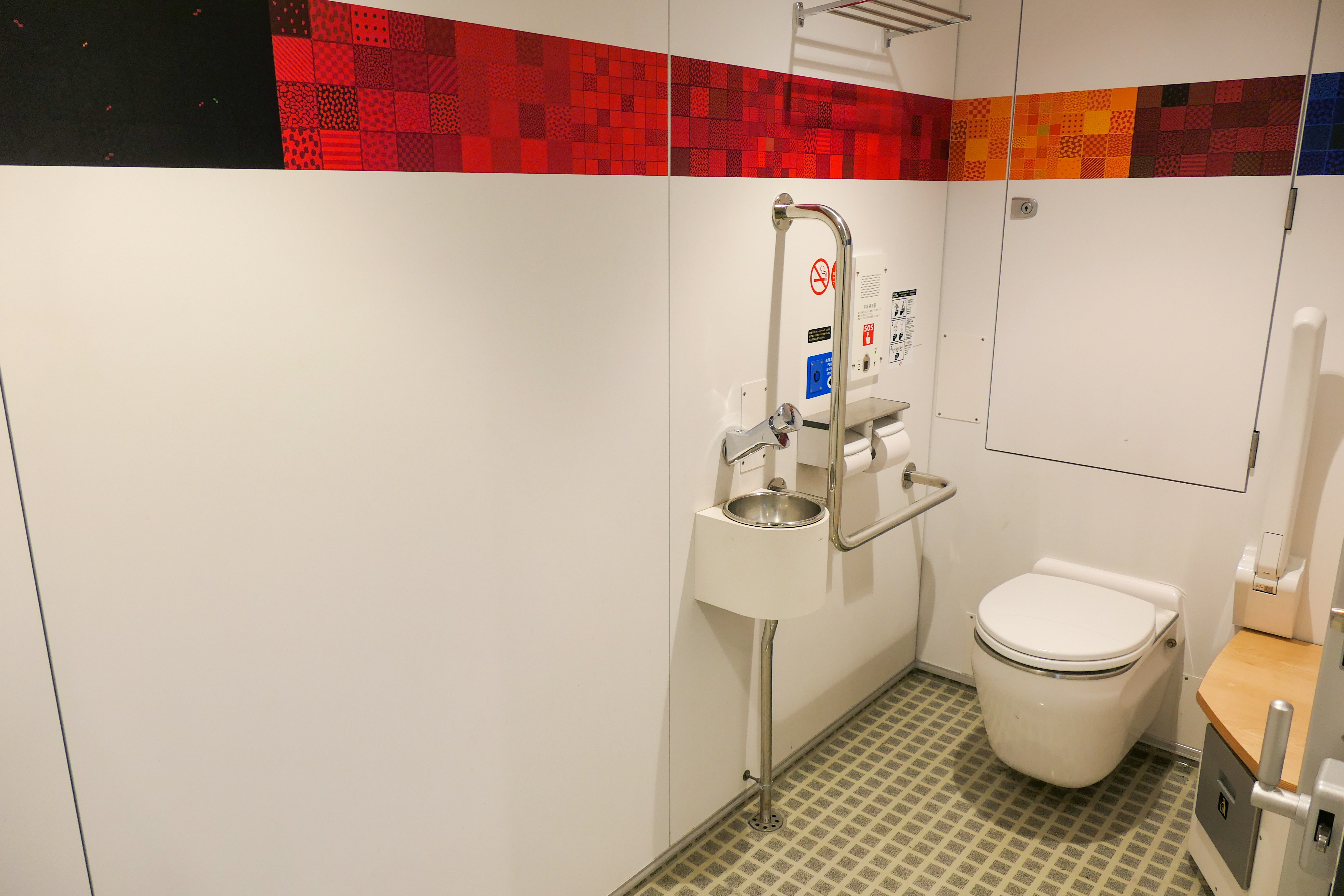
トイレ内部 （YC1-212）
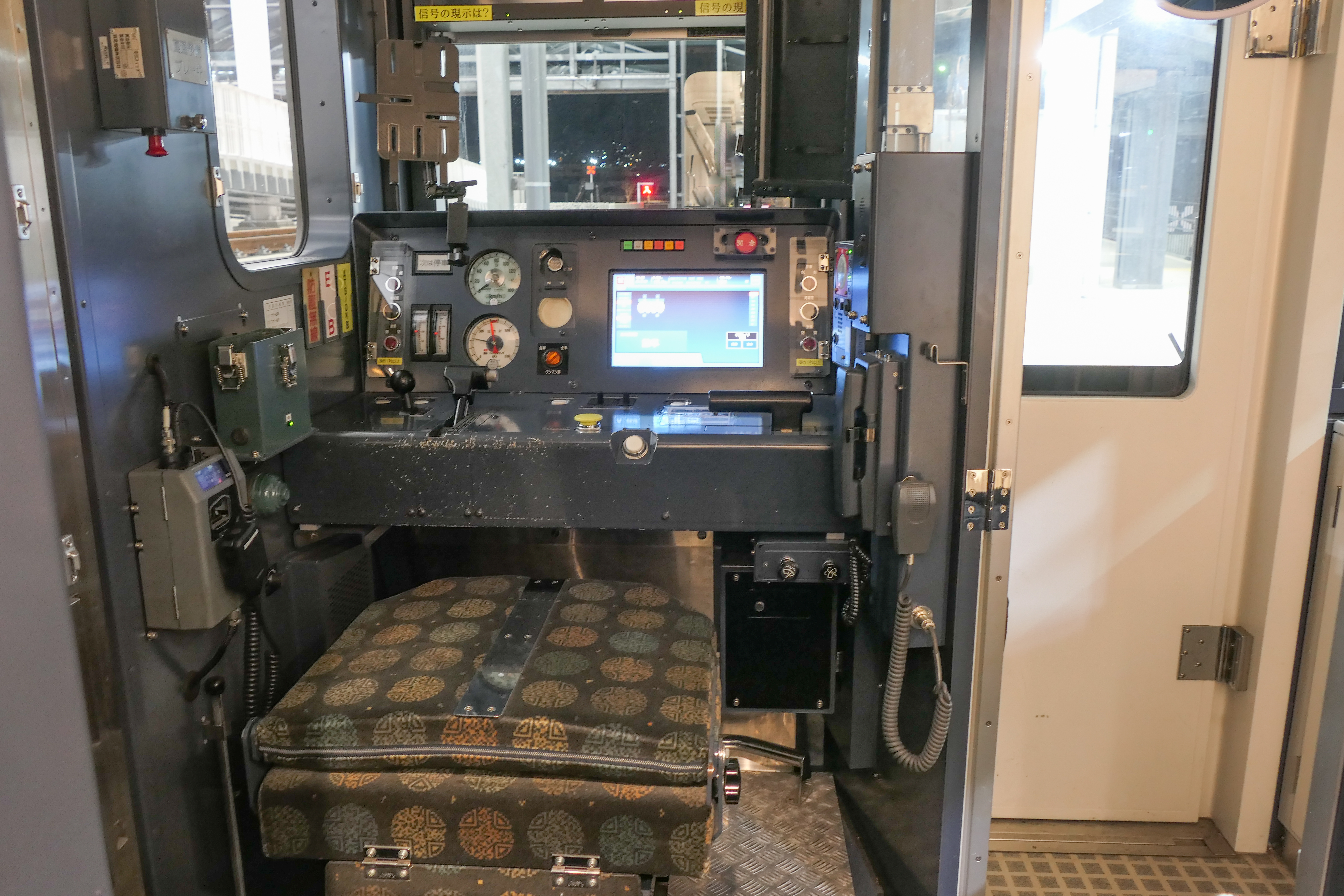
運転台 （YC1-202）
フルカラーLED式の行先表示器

### 動力関係

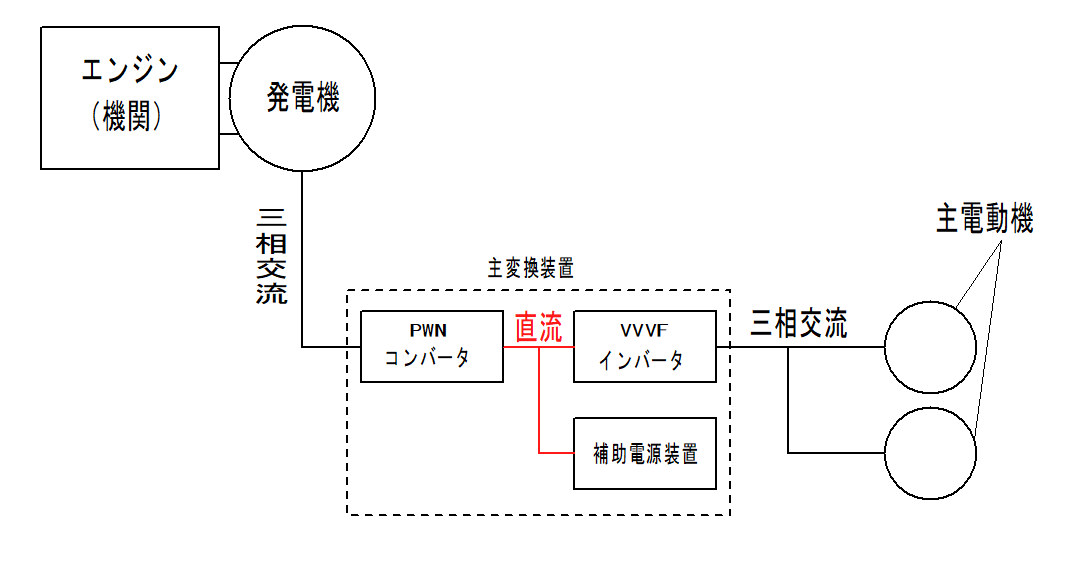
主回路の大まかなシステム構成図

ディーゼルエンジンでかご形三相誘導発電機を駆動させて三相交流電力を発生させ、モーターを回転させて走行するディーゼル・エレクトリック方式の車両であるが、YC1系の特徴として、「蓄電池搭載型ディーゼルエレクトリック」と呼ばれるシステムを採用したいわゆる「ハイブリッド車両」（シリーズ式ハイブリッド）となっている。
これは屋上に蓄電池を搭載し、発電機で得た電力の一部や回生ブレーキで発生した電力を蓄えて活用することで効率的な走行を実現するシステムで、これによりキハ66・67系と比較して燃料消費量をおよそ20 %減らしている。駅発車時は蓄電池からの給電で加速し、速度がおよそ30 - 40 km/h付近を超えるとディーゼルエンジンが起動する。また走行の際、惰行運転中はエンジン出力が落ちた状態となるが、再加速させる(アクセルノッチを入れる)と出力が再び上がる。駅停車中はアイドリングストップ状態となり、駅停車中に蓄電量が下がると自動でエンジンが起動し充電し始め、一定量蓄電されるとエンジンが停止して再びアイドリングストップ状態となる。
万が一エンジンが故障した際でも、室内灯の一部消灯や冷暖房を停止したうえで、自車の蓄電池の残電力や自車以外の車両の稼働しているエンジンからの給電による運行継続が可能である。その際、走行用モーターの駆動も止まっているため他車動力による牽引となる。

## 運用
2025年（令和7年）4月1日現在、55両全てが佐世保車両センターに所属している。
2020年（令和2年）3月14日のダイヤ改正より、佐世保線（早岐駅 - 佐世保駅間）、大村線、長崎本線（諫早駅 - 長崎駅間、旧線含む）で営業運転を開始した。
2021年（令和3年）7月以降、長崎地区のJR非電化区間における定期列車は基本的に本形式で運用されている。朝夕の一部列車は2編成を併結した4両編成で、その他昼夜の一部列車は3両編成で運用されている。2021年（令和3年）10月より信用乗車方式を採用しており、本形式で運用される列車は編成数に関わらずワンマン運転となっている（終日有人駅でもドアは自動で開かず、乗客が自分でドア横のボタンを押して開ける。異常時には車掌乗務）。この時期と前後して前面の縁取り部にあるLEDは点灯を取りやめている。2022年（令和4年）2月上旬頃から、長崎地区から6両編成が熊本車両センターへ向け疎開回送された。
2022年（令和4年）4月より、「有田陶器市号」（長崎駅 - 上有田駅間）に、それまで使用されていたキハ200・220形ならびにキハ66・67形に代わって本系列が使用されており、佐世保線（早岐駅 - 上有田駅間、回送で三間坂駅まで）へも乗り入れている。
2022年（令和4年）9月23日より、非電化区間となる長崎本線の肥前浜駅 - 諫早駅間のうち、小長井駅 - 諫早駅間の一部列車にも運用拡大した。また、佐世保線の江北駅 - 早岐駅間でも運用されるようになった。2025年（令和7年）7月1日より、長崎本線の江北駅 - 小長井駅間でも運用が開始され、キハ47形普通列車を置き換えた。
2024年（令和6年）に公表された「移動等円滑化取組計画書」において、本形式を3両導入することが明記されている。また、2025年（令和7年）に公表された2025年3月期の決算説明会資料では、2024年（令和6年）度から2030年（令和12）度にかけて「次世代車両の新製」が明記されており、これは「YC1系の新製を想定」とされている。

## 沿革
- 2018年（平成30年）
  - 1月26日：「821系」と「YC1系」の概要を発表[6]。
  - 6月1日 - 6月3日：量産先行車1編成が川崎重工兵庫工場から早岐駅まで甲種輸送される[21][22]。
  - 10月5日：南福岡車両区竹下車両派出にて「821系」とともに報道陣に公開[23]。
- 2019年（平成31年）3月4日：早岐駅 - 吉野ケ里公園駅間で試運転が行われる[24]。
- 2020年（令和2年）
  - 2月19日 - 2月21日：量産車3編成（100番台1編成2両・200番台2編成4両）6両が川崎重工兵庫工場から早岐駅まで甲種輸送される[25][26]。
  - 3月14日：営業運転を開始[2][3][4][5]。
  - 5月21日・6月2日：追加量産車6両ずつ、合計12両が川崎重工兵庫工場から小倉総合車両センターまで甲種輸送される。

この時の甲種輸送は両日とも200番台2編成4両と100番台トイレなし車両（1100番）2両で行われた[27][28]。
  - 11月16日：追加量産車6両（200番台3編成6両）が川崎重工兵庫工場から小倉総合車両センターまで甲種輸送される[29]。
  - 8月6日：YC1系による3両編成の列車が一部運転開始。
- 2021年（令和3年）
  - 3月12日：キハ200・220形が長崎本線の旧線（長与経由）および大村線の定期運用の終了に伴い、3両編成の列車がYC1系に統一されたが、4両編成の運転は引き続き、キハ66・67形の運転となる。
  - 6月30日：YC1系による4両編成の列車が運転開始。
  - 7月1日：キハ66・67形が長崎本線の旧線（長与経由）および大村線定期運用列車の終了に伴い、4両編成の列車及び長崎本線旧線（長与経由）・大村線の定期運用列車が全てYC1系に統一された。
  - 10月1日：YC1系による3・4両ワンマン運転が開始。
- 2022年 (令和4年)
  - 1月17日：量産車（200番台が2編成、100番台が1編成）が投入された。
  - 4月29日 - 5月5日：キハ200・220形、キハ66・67形が運転されていた臨時快速「有田陶器市号」が全てYC1系に置き換えられる[15]。
  - 9月23日：長崎本線小長井駅 - 諫早駅間と佐世保線江北駅 - 早岐駅間での運用を開始[16]。
- 2025年 (令和7年)
  - 7月1日：長崎本線江北駅  - 小長井駅間での運用を開始[17]。これにより江北駅以西のキハ47形による普通列車はすべてYC1系に置き換えられる。

## 車歴表
2025年（令和7年）4月1日現在
- 全車佐世保車両センター所属
- 川重：川崎重工業車両カンパニー→川崎車両
- 九州：JR九州エンジニアリング

| ← 佐世保・江北長崎 → | ← 佐世保・江北長崎 → | ← 佐世保・江北長崎 → | ← 佐世保・江北長崎 → | ← 佐世保・江北長崎 → |
| -------------------- | -------------------- | -------------------- | -------------------- | -------------------- |
| YC1 （Mc）           | YC1 （M'c）          | 落成日               | 製造                 | 備考                 |
| 1001                 | 1                    | 2018/06/03           | 川重                 | 量産先行車           |

| ← 佐世保・江北長崎 → | ← 佐世保・江北長崎 → | ← 佐世保・江北長崎 → | ← 佐世保・江北長崎 → | ← 佐世保・江北長崎 → |
| -------------------- | -------------------- | -------------------- | -------------------- | -------------------- |
| YC1 （Mc）           | YC1 （M'c）          | 落成日               | 製造                 | 備考                 |
| 1101                 | 101                  | 2020/02/26           | 川重                 |                      |
| 1102                 |                      | 2020/05/22           | 九州                 |                      |
| 1103                 |                      | 2020/05/22           | 九州                 |                      |
| 1104                 | 2020/06/09           |                      | 九州                 |                      |
| 1105                 | 2020/06/09           |                      | 九州                 |                      |
| 1102                 | 106                  | 2022/01/19           | 九州                 |                      |
| 1107                 | 107                  | 2025/03/06           | 九州                 |                      |
| 1109                 |                      | 2025/03/06           | 九州                 |                      |

| ← 佐世保・江北長崎 → | ← 佐世保・江北長崎 → | ← 佐世保・江北長崎 → | ← 佐世保・江北長崎 → | ← 佐世保・江北長崎 → |
| -------------------- | -------------------- | -------------------- | -------------------- | -------------------- |
| YC1 （Mc）           | YC1 （M'c）          | 落成日               | 製造                 | 備考                 |
| 1201                 | 201                  | 2020/02/26           | 川重                 |                      |
| 1202                 | 202                  | 2020/02/26           | 川重                 |                      |
| 1203                 | 203                  | 2020/05/22           | 九州                 |                      |
| 1204                 | 204                  | 2020/05/22           | 九州                 |                      |
| 1205                 | 205                  | 2020/06/09           | 九州                 |                      |
| 1206                 | 206                  | 2020/06/09           | 九州                 |                      |
| 1207                 | 207                  | 2020/12/11           | 九州                 |                      |
| 1208                 | 208                  | 2020/12/11           | 九州                 |                      |
| 1209                 | 209                  | 2020/12/11           | 九州                 |                      |
| 1210                 | 210                  | 2021/03/26           | 九州                 |                      |
| 1211                 | 211                  | 2021/03/26           | 九州                 |                      |
| 1212                 | 212                  | 2021/03/26           | 九州                 |                      |
| 1213                 | 213                  | 2021/04/09           | 九州                 |                      |
| 1214                 | 214                  | 2021/04/09           | 九州                 |                      |
| 1215                 | 215                  | 2021/04/09           | 九州                 |                      |
| 1216                 | 216                  | 2022/01/19           | 九州                 |                      |
| 1217                 | 217                  | 2022/01/19           | 九州                 |                      |
| 1218                 | 218                  | 2022/03/08           | 九州                 |                      |
| 1219                 | 219                  | 2022/03/08           | 九州                 |                      |
| 1220                 | 220                  | 2022/05/17           | 九州                 |                      |
| 1221                 | 221                  | 2022/05/17           | 九州                 |                      |